# Walter Model
Otto Moritz Walter Model (Genthin, 24 de janeiro de 1891 — Duisburg, 21 de abril de 1945); foi um general alemão (a partir de 1944, marechal-de-campo) durante a Segunda Guerra Mundial.

## Início de carreira
Model entrou em janeiro de 1909 como cadete no Regimento de Infantaria von Alvensleben em Cottbus. No mesmo ano ele freqüentou, apenas como alferes, a Escola de Guerra em Neisse. Em 22 de agosto de 1910 foi promovido a tenente no 1º Batalhão em Crossen.

## I Guerra Mundial
No início da guerra em 1914 Model foi ajudante de batalhão e no final do ano ajudante de regimento. No ano de 1915 ele recebeu a indicação para primeiro-tenente. Nesse mesmo ano Model matriculou-se para um curso do Estado-Maior e foi designado, ao final deste, como ajudante na 10ª Brigada de Infantaria e mais tarde como chefe de Companhia no Regimento de granadeiros.
Nesse trabalho Model sofreu um grave ferimento, deste acontecimento Walter Model foi recebeu medalhas pelos seus atos de bravura e pela sua sobrevivência do grave ferimento que sofreu na guerra, destas incluísse a cruz de cavaleiro e de bravura que era a Cruz de Ferro alemã, foi transferido em junho de 1917 como oficial-ordenança para o Alto-Comando. Lá ele acumulou a chefia do Departamento de operações e em 18 de novembro de 1917 foi promovido a capitão.
Na primavera de 1918 Model foi transferido para a Divisão de guardas e mais tarde para a Divisão de infantaria reserva.

## No intervalo das guerras
Depois do término da guerra Model tornou-se general no XVII Corpo de Exército e mais tarde da defesa da fronteira leste. Em julho de 1919 ele foi transferido para a Brigada nº 7 na Vestfália e lá acumulou o comando do Regimento de infantaria nº 14.
No outono de 1920 tornou-se chefe da Companhia MG no Regimento de infantaria nº 18. Depois de cinco anos nesse posto Model foi transferido no dia 1º de outubro de 1925 para o Regimento de infantaria nº 8 em Görlitz. Depois de mais 3 anos nesse posto ele foi designado a partir de 30 de setembro de 1928 como professor para dar aulas de Tática e História da Guerra para a 3ª Divisão de infantaria.
Nessa posição Model foi promovido a major em 1929 e no mesmo ano foi transferido para o departamento de instrução e formação de tropas.
Em 1 de novembro de 1932 Model foi promovido a tenente-coronel, um ano depois foi transferido para Allenstein a fim de comandar um batalhão.
Em 1 de outubro de 1934 Model foi promovido a coronel e em 1º de novembro de 1934 a comandante do Regimento de infantaria nº 2, também em Allenstein.
Model foi nomeado em 15 de outubro de 1935 a chefe do Departamento técnico no Alto Comando do Exército. Em 1º de março de 1938 ele foi promovido a Chefe do Estado-Maior do IV Corpo de Exército e a major-general.

## Segunda Guerra Mundial

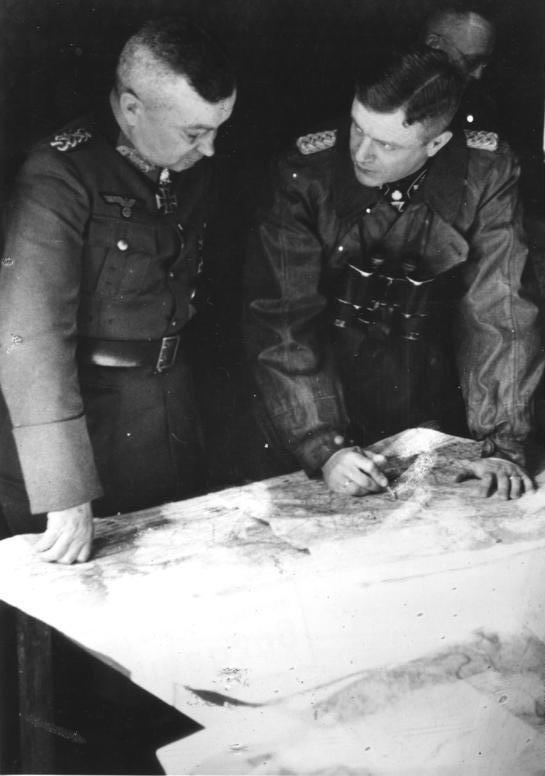
Walter Model em reunião com Heinz Harmel

Na Segunda Guerra Mundial Model começou como Chefe do Estado-Maior do 16º Exército. Nessa função ele participou das campanhas da Polônia e do Oeste. Em 1 de abril de 1940 Model foi nomeado tenente-general. Em 13 de novembro de 1940 ele tornou-se general comandante da 3ª Divisão Blindada e nessa função ele participou do início da campanha da Rússia. Em 9 de julho de 1941 ele recebeu a “Cruz de Cavaleiro da Cruz de Ferro”. Em 1 de outubro de 1941 Model foi promovido a general das tropas blindadas e nomeado general comandante do XXXXI Corpo de Exército.
Em 16 de janeiro de 1942 Model assumiu o comando do 9º Exército e foi nomeado em 28 de fevereiro de 1942 coronel-general. Aqui ele recebeu em 13 de fevereiro de 1942 a condecoração “Cruz de Cavaleiro da Cruz de Ferro com Folhas de Carvalho” e em 3 de abril de 1943 a “Cruz de Cavaleiro da Cruz de Ferro com Folhas de Carvalho e Espadas”.
Como comandante-em-chefe do 9º Exército Model tem uma posição-chave para a Unternehmen Zitadelle, a 3ª e última ofensiva de verão das Forças Armadas na Rússia, que começa em 5 de julho de 1943.
Já depois de poucos dias fica evidente o fracasso da missão, de modo que a ofensiva em 13 de julho de 1943 precisa ser interrompida. Entre os dias 5 e 13 de julho de 1943 foram colocados em combate milhares de tanques dos lados alemão e soviético, o que é considerado até hoje, a maior batalha de tanques da história.

Em janeiro de 1944 Model é nomeado por Hitler comandante-em-chefe do Alto Comando do Norte e em 30 de março de 1944 é promovido a marechal-de-campo, ao mesmo tempo em que é nomeado comandante-em-chefe do Alto Comando do Norte Ucraniano.

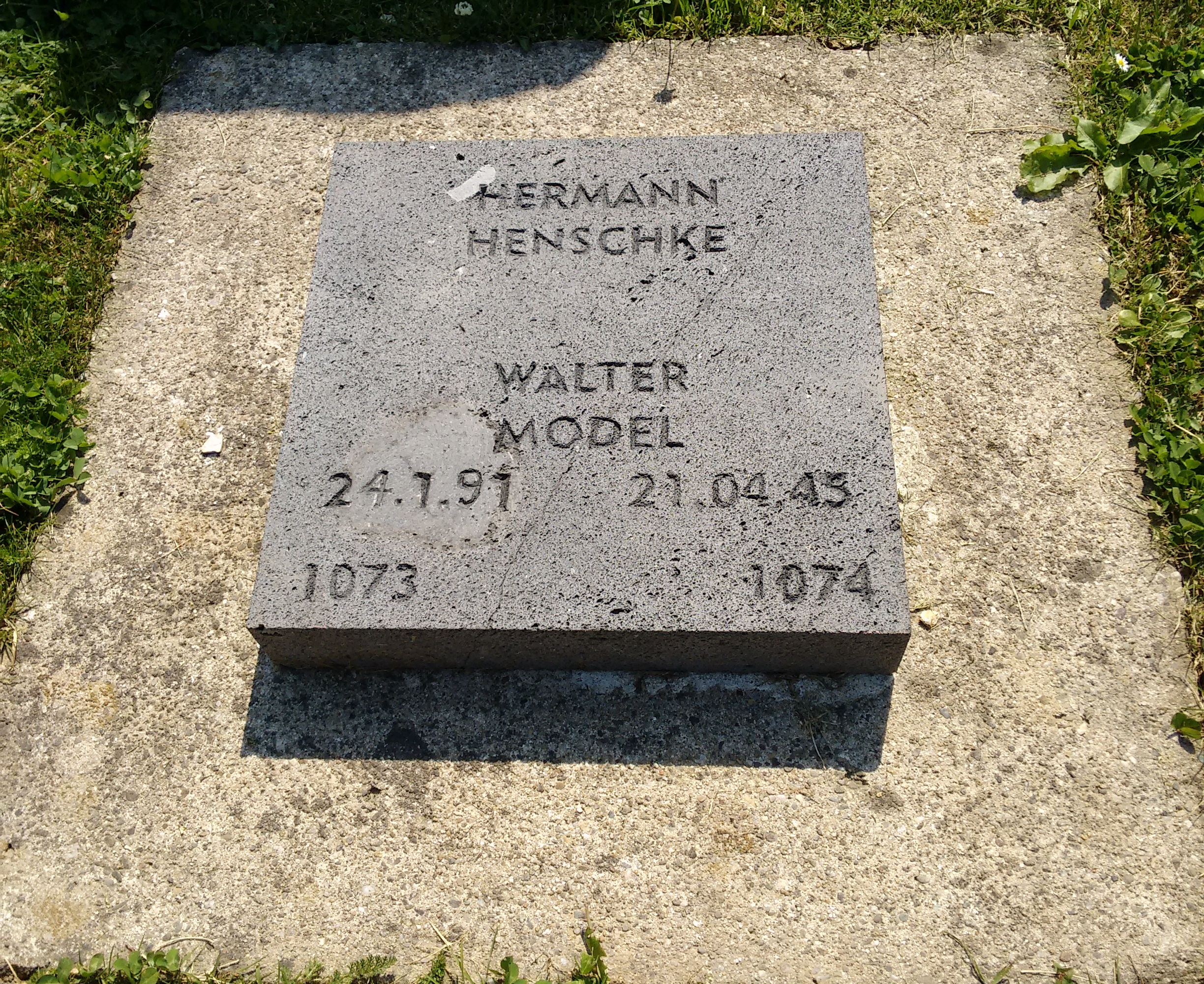
Túmulo de Model no Cemitério dos Soldados em Vossenack

Quando por ocasião do terceiro aniversário da ofensiva alemã em 22 de junho de 1944, começaram a repercutir o fracasso da ofensiva de verão soviética, Model substituiu o general-de-campo Busch no Alto Comando do Centro, como comandante-em-chefe, em 28 de junho de 1944. A direção do Alto Comando do Norte Ucraniano ele renunciou apenas um mês mais tarde.
Depois de Model ter efetuado diversas intervenções na Rússia a pedido de Hitler, e pode em difíceis situações estabilizar os fracassos da linha de frente, ele foi nomeado em 16 de agosto de 1944 comandante-em-chefe do Oeste (OB West), ao mesmo tempo em que recebia o comando do Grupo de Exércitos B, para que salvasse a situação por lá. Em 17 de agosto de 1944 ele recebeu a condecoração da “Cruz de Cavaleiro da Cruz de Ferro com Folhas de Carvalho, Espadas e Diamantes”.
Com o fracasso da Ofensiva das Ardenas em dezembro de 1944 e o contínuo avanço das Forças aliadas logo a seguir para dentro da região do Reich, foi desfeito o Grupo de Exércitos B de Model. A região do Ruhr foi sitiada e depois conquistada. Model foi o único defensor da estratégia de defesa de Hitler. Ele ainda recusou em 17 de abril a oferta do general norte-americano Matthew B. Ridgeway, para se render e poupar a população civil. Ao invés disso, ele mandou fuzilar os chamados "desertores" em Essen. No dia 21 de abril de 1945 ele se suicidou com um tiro de pistola na fronte direita, nas proximidades do povoado de Lintorf. Deixou uma nota de suicídio:
Mostra-se sob a pressão dos eventos da guerra, que ainda amplos círculos do povo alemão e também da tropa, estão infestados do veneno judeu e democrático da maneira de pensar materialista.[carece de fontes?]— Walter Model
No ano de 1955, Model foi exumado e sepultado no Cemitério dos Soldados em Vossenack. Seu túmulo tem o número 1074.

## Condecorações
- Ordem Hohenzollern, com espadas
- Cruz bávara do Mérito Militar 4ª Classe
- Cruz austríaca do Mérito Militar 3ª Classe
- Ordem turca da Meia-lua Vermelha
- Medalha de recordação do 1º de outubro de 1938 (pela anexação da Boêmia / Morávia e do Sudetenlandes)
- Medalha da Batalha do Inverno no Leste 1941/42, também conhecida como Medalha do Leste
- Cruz honorífica pela luta na frente de combate 1914-18
- Insígnia do combate de blindados, em prata
- Quatro vezes mencionado no relatório das Forças Armadas
- Insígnia de ferido em combate, em ouro
- Cruz de ferro (1914) 2ª e 1ª Classes
- Cruz de ferro (1939) 2ª e 1ª Classes
- Cruz Germânica em ouro
- Cruz de Cavaleiro da Cruz de Ferro com Folhas de Carvalho, Espadas e Diamantes
  - Cruz de Cavaleiro da Cruz de Ferro (9 de julho de 1941)
  - Folhas de Carvalho (17 de fevereiro de 1942)
  - Espadas (2 de abril de 1943)
  - Diamantes (17 de agosto de 1944)